# Erik-Jan Zürcher
Ne doit pas être confondu avec Erik Zürcher.
Erik-Jan Zürcher (né à Leyde le 15 mars 1953) est un turcologue et historien néerlandais, professeur à l'Université de Leyde. Il est depuis le 1er avril 2008 directeur de l'Institut international d'histoire sociale d'Amsterdam.
Il est le fils du sinologue Erik Zürcher (1928-2008).

## Publications
- The Unionist Factor. The Role of the Committee of Union and Progress in the Turkish National Movement (1905-1926), Leyde 1984 (Brill),  (ISBN 90-04-07262-4).
- Political Opposition in the Early Turkish Republic. The Progressive Republican Party (1924-1925), Leyde 1991 (Brill),  (ISBN 90-04-09341-9).
- Opkomst en ondergang van het "moderne" Turkĳe, Leyde 1998 (Onderzoekschool CNWS),  (ISBN 90-73782-99-6).
- Arming the State. Military Conscription in the Middle East and Central Asia, Londres 1999 (I.B. Tauris),  (ISBN 1-86064-404-X)
- Turkey. A Modern History, London, Londres 1994 (I.B. Tauris),  (ISBN 1-86064-958-0).
- Sous la direction d'Heleen van der Linden, De Europese Unie, Turkĳe en de islam. Zoeken naar de breuklĳn, Amsterdam 2004 (Amsterdam University Press),  (ISBN 90-5356-692-9), Wetenschappelĳke Raad voor het Regeringsbeleid, Rapporten aan de regering, 69.